# 11333 Forman
11333 Forman là một tiểu hành tinh that was được phát hiện ngày 20 tháng 4 năm 1996 bởi Petr Pravec và Lenka Šarounová ở Ondřejov Observatory. Nó được đặt theo tên the Czech film director Miloš Forman.